# دليطة محمد دليطة
دليطة محمد دليطة (بالفرنسية: Dileita Mohamed Dileita) هو سياسي جيبوتي شغل سابقاً منصب رئيس وزراء جمهورية جيبوتي منذ 7 أذار من سنة 2001 ولد دليطة محمد دليطة 12 أذار من سنة 1958. شغل دليطة منصب سفير جيبوتي لدى أثيوبيا ما بين عامي 1997 إلى عام 2001.